# فرانشيسكو داتيني

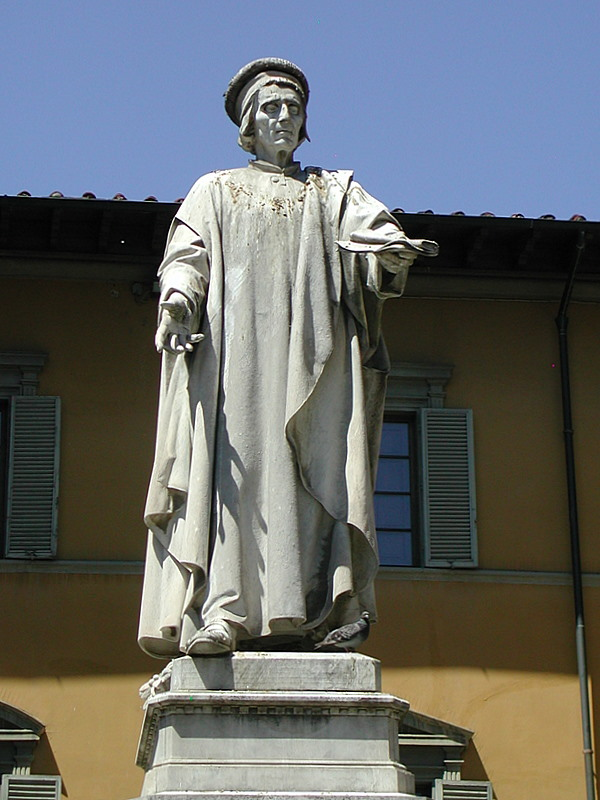
تمثال داتيني في براتو.

فرانشيسكو دي ماركو داتيني (1335 – 16 آب / أغسطس 1410) كان تاجرا إيطاليا  ولد في مدينة براتو.

## سيرته الذاتية
- كان واحدا من أربعة أبناء لماركو دي داتيني ومونّا ڤارميليا اللذان توفيا مع اثنين من أطفالهما نتيجة للموت الأسود في سنة 1348.

- بعد وفاة والديه، تربى على يد امرأة اسماها بالأم البديلة. العلاقة بينهما كانت جيدة، ففي إحدى الرسائل التي أرسلتها إليه وقعتها بقولها  «أمك في الحب».[1]

- أصبح صبيا متدربا لدى تاجر في فلورنسا وعندما بلغ  الخامسة عشرة انضم إلى مجموعة من التجار الذين كانوا في طريقهم إلى أفينيون، المدينة التي استقر فيها  الباباوات في ذلك الوقت. أول أعماله التجارية  كانت تجارة الأسلحة والتي كانت مربحة جدا في أفينيون خلال حرب المائة عام.[2] أصبح في نهاية المطاف موردا رئيسيا للسلع الفاخرة والفنية  للكرادلة الأثرياء المقيمين هناك. الأعمال الفنية التي كان يبيعها هي من أوائل الأعمال الفنية التي بيعت للاستهلاك الخاص غير الديني، قبل هذا الوقت كانت الكنيسة هي  راعية الفنون الأولى. في وقت لاحق كلفت البابوية وغيرها من الأفراد المتدينين فرانشيسكو داتيني بتوريد الأعمال الفنية الدينية محاولين الاستفادة من مهارات داتيني التجارية.  داتيني لم يكن يهتم للمنتج في حد ذاته ولكن بنوعيته هل هي جيدة  وهل سترضي المشترين أم لا. كان الشراء الفردي الخاص للأعمال الفنية  هو إحدى علامات دخول  أوروبا عصر النهضة.

- في سنة  1376, عقد داتيني خطوبته مع مارغريتا بانديني، ابنة دومينيكو بانديني وديانورا غيراديني. مارغريتا كانت تعيش في أفينيون مع والدتها بعد أن أُعدم  والدها  لدوره في المؤامرة ضد الجمهوريين و  إخوتها كانوا في المنفى.[3][4]
- عاد الزوجان إلى براتو للعيش فيها عام 1383، وهناك استمر عمله في الازدهار.
- على مدى  27 عاما لاحقة رسائل الزوجين أعطتنا فكرة عن زواجهما وتجارتهما المستقرين.  في سنة 1400 (في حوالي  17 حزيران / يونيه)  فر الزوجان  من براتو إلى بولونيا خوفا من الموت الأسود، وعاد داتيني  مع ابنته غير الشرعية جنيفرا.
- توفي  وفاة طبيعية في  سنة 1410.[5]

- دفن داتيني  في كنيسة سان فرانشيسكو في براتو. لوح  الرخام على قبره كان من تصميم  نيكولو دي بييرو لامبرتي. وبما أنه لم يكن له ورثة شرعيين أو ورثة  ذكور، فقد ترك الجزء الأكبر من ثروته إلى مؤسسة خيرية أنشئت باسمه  "Casa del Ceppo dei poveri di Francesco di Marco".

- في عام 1870، كتابات لخمسمائة حساب وخمسين ألف ورقة تتعلق بأعمال تجارة داتيني تم اكتشافها في بيت درج داخل قصر الزوجين  في مدينة براتو.[6] هذه الأوراق لا توفر نظرة دقيقة عن تجارة وأعمال   فرانشيسكو داتيني وحسب  بل عن طبقة التجار بشكل عام في القرنين الرابع عشر و  الخامس عشر.

## وصلات خارجية
- فرانشيسكو داتيني على موقع الموسوعة البريطانية (الإنجليزية)

- Francesco Datini
- Datini's Palace
- Datini's Archive
- Datini fact sheet
- Francesco Datini